# Зугдідський повіт
42°30′38″ пн. ш. 41°51′22″ сх. д. / 42.510555555556° пн. ш. 41.856111111111° сх. д.
Зугдідський повіт — повіт Кутаїської губернії Кавказького намісництва Російської імперії. На півночі межував з Сухумським округом, на сході — з Лечхумським повітом, на півдні — з Сенакським повітом, на заході — з Чорним морем. Територія Зугдідського повіту відповідала більшій частині сучасного регіону Самегрело-Земо-Сванетія в Грузії. Повіт був названий за своїм адміністративним центром Зугдіді.

## Історія
Зугдідський повіт був утворений в 1867 році. У 1918 році Кутаїська губернія разом із Зугдідським повітом була включена до складу Грузинської Демократичної Республіки. 

## Адміністративний поділ
Підповіти (участки) Зугдідського повіту в 1913 році: 
| Назва                  | Населення у 1912 році | Площа                                                   |
| ---------------------- | --------------------- | ------------------------------------------------------- |
| Зугдідський участок    | 40 872                | 504,86 квадратної версти (574,56 км2; 221,84 миля2)     |
| Редут-Кальский участок | 33 881                | 520,04 квадратної версти (591,84 км2; 228,51 миля2)     |
| Цаленджихський участок | 47 806                | 1 321,53 квадратної версти (1 503,98 км2; 580,69 миля2) |

## Демографія

### Перепис населення Російської імперії
Згідно з переписом населення Російської імперії 1897 року в Зугдідському повіті проживало 114 869 осіб, у тому числі 58 043 чоловіків і 56 826 жінок. Більшість населення вказала своєю рідною мовою мегрельську, а значна меншість розмовляла грузинською мовою.
| Мова             | Носії   | %      |
| ---------------- | ------- | ------ |
| мегрельська      | 113 034 | 98,40  |
| грузинська       | 1060    | 0,92   |
| імеретинська     | 280     | 0,24   |
| турецька         | 155     | 0,13   |
| російська        | 121     | 0,11   |
| грецька          | 45      | 0,04   |
| сван             | 42      | 0,04   |
| українська       | 18      | 0,02   |
| татарська        | 17      | 0,01   |
| аварсько-андська | 11      | 0,01   |
| вірменська       | 10      | 0,01   |
| польська         | 8       | 0,01   |
| німецька         | 8       | 0,01   |
| абхазька         | 8       | 0,01   |
| осетинська       | 7       | 0,01   |
| румунська        | 6       | 0,01   |
| єврейська        | 3       | 0,00   |
| литовська        | 1       | 0,00   |
| англійська       | 1       | 0,00   |
| перська          | 1       | 0,00   |
| естонська        | 1       | 0,00   |
| інші             | 32      | 0,03   |
| РАЗОМ            | 114 869 | 100,00 |

### Кавказький календар
Згідно з публікацією «Кавказького календаря» за 1917 рік в Зугдідському повіті проживало 127 978 осіб, у тому числі 65 001 чоловіків і 62 977 жінок, з них 127 805 постійного населення і 173 тимчасових жителів. 
| Національність    | Чисельність | %      |
| ----------------- | ----------- | ------ |
| грузини           | 127 861     | 99,91  |
| росіяни           | 94          | 0,07   |
| мусульмани-суніти | 17          | 0,01   |
| вірмени           | 3           | 0,00   |
| інші європейці    | 3           | 0,00   |
| РАЗОМ             | 127,978     | 100,00 |